# Štěpán I. z Medlova
Štěpán I. z Medlova (před 1208 – mezi 1228 a 1235) byl moravský šlechtic z rodu pánů z Medlova.

## Život
O mládí Štěpána I. z Medlova nemáme doložené žádné zprávy. Víme pouze, že jeho otec Gothard sloužil ve službách Přemyslovců. Štěpán je poprvé zmiňován ve smlouvě ze dne 25. září 1208, kdy si měnil majetek s olomouckým biskupem Robertem. Štěpán získal vesnice Doubravník, Drahonín a půdu v Dřevnovicích, biskup zase Tuřany a Petrovice. Na přelomu let 1213–1214 je uváděn jako první zmiňovaný purkrabí hradu Veveří jistý Štěpán – uváděn jako Stephanus de Weveriu či Stephanus de Veueri. Pravděpodobně se jednalo právě o Štěpána I. z Medlova. Ke správě hradu tehdy patřil také majetek rodu v okolí Doubravníku. V letech 1220, 1222 a 1223 je uváděn jako purkrabí na hradu Děvičky. Ve stejné době se ve svědeckých listinách uvádí také jeho syn Vojtěch. S přídomkem z Medlova (Stephanus de Medlowe) je poprvé uváděn až roku 1222. Název je odvozen od obce Medlov, ležící jižně od Brna. V roce 1218 měl v držení obec Bohdanovy.
Štěpán také stál za založením ženského kláštera u kostela Povýšení sv. Kříže v Doubravníku, ale dodnes se neví jaké řehole – jestli premonstrátské nebo augustiniánské. Poprvé se klášter zmiňuje k roku 1220,[zdroj?] v roce 1235 vydal markrabě Přemysl privilegium, kterým získal další pozemky. Správcem a pozdějším proboštem byl jmenován Vojtěch z Medlova.
Poslední zmínka o Štěpánovi je z roku 1228, v roce 1235 je zmiňován jako zesnulý.